# 東インド艦隊 (アメリカ海軍)
東インド艦隊（ひがしインドかんたい、英: East India Squadron）は、19世紀に存在したアメリカ海軍の艦隊。1835年に設立され、1868年にアジア艦隊（Asiatic Squadron）へと名称変更される。なお、原語は「フリート（fleet）」ではなく「スコードロン（Squadron）」であり、「東インド戦隊」と訳される場合もあるが、1902年までアメリカ合衆国にフリートは存在せず、それまではスコードロンが最大の戦闘艦グループであった。一般的に戦隊は艦隊の下部組織として編成されるため、訳語として艦隊が使われた。

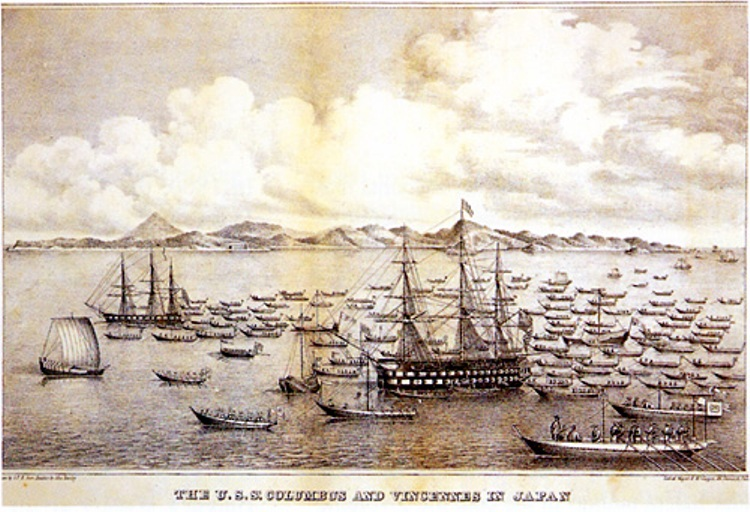
江戸湾（現在の東京湾）に駐留するアメリカ軍。

## 歴史

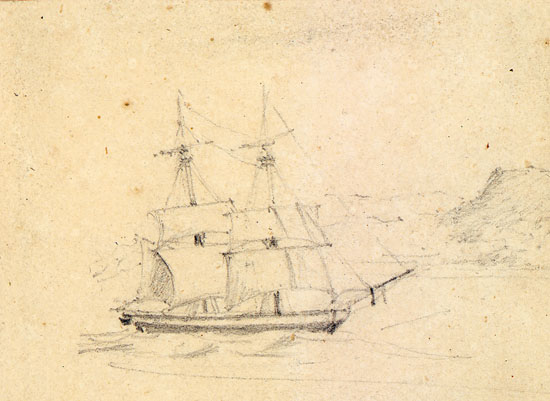
Alfred Thomas Agate画によるピーコック号。調査船としての姿

### 設立および日本開国の企て
1830年代、米国とアジア諸国の交易は増加しつつあり、また捕鯨船の活動もあったが、これらは全て民間の活動であり、アジア諸国との正式な国交はなかった。このため、アンドリュー・ジャクソン大統領は、1832年にエドマンド・ロバーツ（Edmund Roberts）を特命使節とし、デビッド・ガイシンガー中佐が艦長を努める戦闘スループ・ピーコック（USS Peacock）をアジアに派遣し、東南アジアおよび東アジアの国々と何らかの条約を結ぶことを指示した。その際、「特に日本に関する情報を注意深く収集」し、さらには、「正式な使節は別に送るにしても、状況が許すならば信任状を提出しても良い」とも指示した。ロバーツはシャムとマスカットとの条約締結には成功したが、コーチシナまで到達した時点で中国（清）および日本との交渉は困難と考え、米国に引き返した。1835年にはロバーツは2国との批准書交換および清、日本との交渉のために再びアジアに派遣された。今回はエドマンド・ケネディ代将を司令官とし、ピーコックおよびスクーナー・エンタープライズを派遣した。ここに東インド艦隊が誕生する。しかしながら、ロバーツは中国で死亡。1836年中頃、ケネディも日本との交渉には自身の資格では不十分と考え、交渉を諦め、太平洋を横断して帰国した

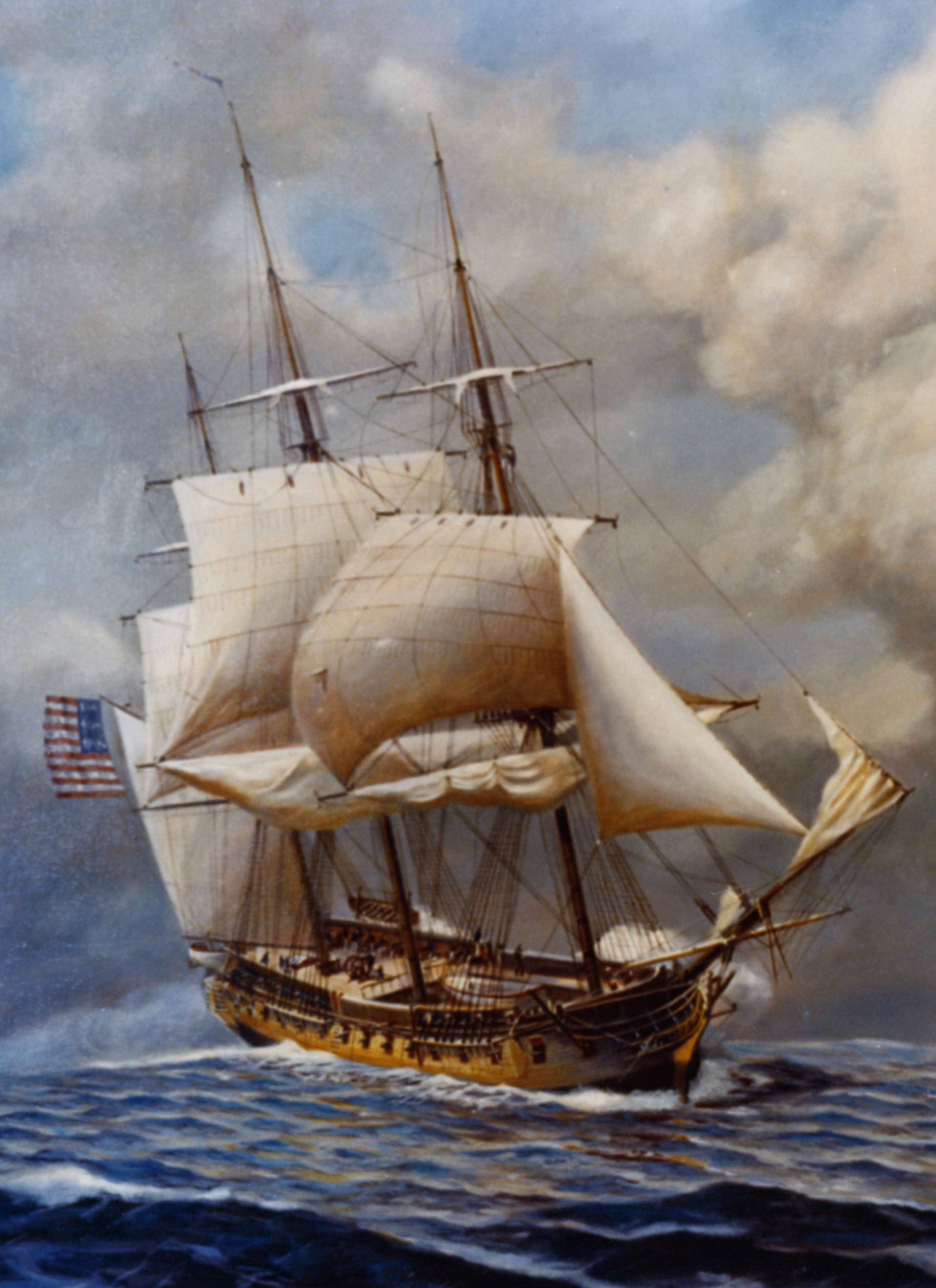
John W. Schmidt画によるコンステレーション号

。

### アヘン戦争
1839年11月3日、清と英国の間にアヘン戦争が勃発した。米国は中立を守ったが、中国地域の米国人保護のためローレンス・カーニー代将を東インド艦隊司令官に任命し、艦齢42歳の老朽フリゲート・コンステレーション（USS Constellation）と戦闘スループ・ボストン（USS Boston）を派遣した。カーニーは1842年3月に中国に到着、戦争はまもなく終了した（1842年8月29日）。両国が締結した南京条約の情報を入手したカーニーは、米国も清と同様の条約を結ぶべきと考えた。カーニーは正式な資格は有していなかったが、巧みな交渉を続け、在清米国特命全権公使ケイレブ・クッシングの到着を待って、望厦条約が締結された。これは米国と中国で結ばれた最初の条約であった。なお、クッシングには日本との通商航海条約を交渉する権限を与えられていたが、具体的な動きは無かった。

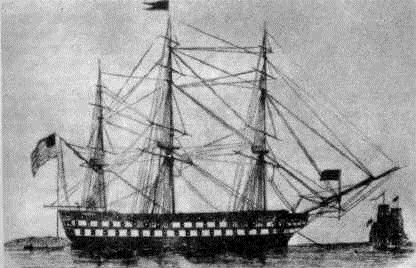
コロンバス号

### ビドルの日本訪問と開国の失敗
1845年東インド艦隊司令官に任命されたジェームズ・ビドルは望厦条約の批准書交換のため、新公使アレクサンダー・エバレットと共に中国に向かった。エバレットとビドルにも「両人の何れかが日本に行き、貿易をする気があるか確認し条約を結ぶ」ように指令されていた。このため、1846年7月20日、ビドルは戦列艦コロンバスおよび戦闘スループ・ヴィンセンスを率いて浦賀に入港した。浦賀を選んだのは、長崎ではオランダと問題が出る可能性があり、首都である江戸から離れすぎていると考えたためである。しかし、条約の締結は浦賀奉行に拒否された。ビドルには、「辛抱強く、敵愾心や米国への不信感を煽ること無く」交渉することが求められていたため、数日の滞在で浦賀から退去した。その後ビドルとその艦隊は太平洋を渡って南米へと向かったが、米墨戦争の勃発により、太平洋艦隊（Pacific Squadron）に合流すべくカリフォルニアに向かった。

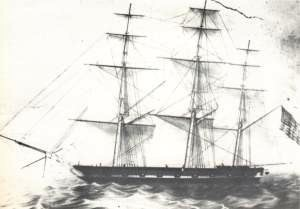
グリンの乗艦、プレブル（USS Preble）

### グリンによる米国捕鯨船員の日本からの解放
1846年6月5日に蝦夷地沖でアメリカ捕鯨船が難破し、日本に上陸した船員は長崎に抑留された。また、日本人に英語を教えたいという自身の意思で日本に入国した、ラナルド・マクドナルドも同じく長崎に抑留されていた。東インド艦隊司令官であるデビッド・ガイシンガーは、このことを広東のオランダ領事から聞き、部下の帆走戦闘スループ・プレブル（USS Preble）の艦長であるジェームス・グリンに船員らの救出を命じた。グリンは1849年4月17日に到着した。日本側はプレブルの長崎への進入を妨害しようとしたが、グリンは日本の船の列の間をぬって進み、長崎湾に碇を下ろした。日本側の脅しにもかかわらず、グリンは捕らえられている船員の解放を要求し、また米国の軍事介入の可能性をほのめかした。オランダ商館の手助けもあり、4月26日には全員が解放され、グリンのもとに送り届けられた。これは鎖国中の日本に対する、最初の外交的成功であった。帰国後、グリンは米国政府に対し、日本を外交交渉によって開国させること、また必要であれば「強さ」を見せるべきとの建議を提出した。彼のこの提案は、マシュー・ペリーによる日本開国への道筋をつけることとなった。

### ペリーによる日本開国
フィルモア大統領は、日本の開国を目指し、東インド艦隊司令官ジョン・オーリックにその任務を与え、1851年6月8日に蒸気フリゲートサスケハナは東インド艦隊の旗艦となるべく極東に向かって出発した。しかしながら、翌年広東に滞在中にオーリック代将は病気となり、代わりにマシュー・ペリー代将がミシシッピ号で極東に向かい、上海到着後、サスケハナを旗艦とした。
ペリーは1853年に東インド艦隊の4隻の艦艇を率いて日本を訪問し、翌1854年には合計9隻の艦艇を用いるいわゆる砲艦外交を展開し、日本の開国に成功した。

### アロー号事件
1856年から1860年にかけてのアロー戦争（第二次アヘン戦争）中、少なくとも2回の戦闘に東インド艦隊の艦艇が関与した。戦争が開始された時点で、アメリカ合衆国のフリゲート「サン・ジャシント（USS San Jacinto）」および2隻の戦闘スループ、ポーツマス（USS Portsmouth ）およびレバント（USS Levant）が、珠江沿いの清の要塞を攻撃している。この戦闘は、珠江要塞の戦い（Battle of the Pearl River Forts）として知られている。2度目の関与は1859年の第二次大沽砲台の戦い（ Second Battle of Taku Forts）であり、1859年6月にはジョサイア・タットノール代将は、中立を破り、イギリス及びフランス軍と協力して大沽砲台を攻撃した。この際に彼は「血は水よりも濃し」と述べている。なお、タットノールは帰国にあたり、ポーハタンで第一回の幕府遣米使節をサンフランシスコ経由パナマまで送り届けている。

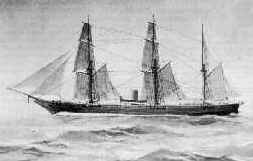
ワイオミング号

### 下関戦争
日本の開国後も過激な攘夷政策をとっていた長州藩は、1863年と1864年の二回にわたり、列強諸国と武力衝突を起こした。当時米国は南北戦争の最中であり、アジアには大規模な艦隊を有していなかった。しかしながら南軍のスクリュー戦闘スループ・アラバマ（CSS Alabama）の追跡のため日本に滞在中であった、デヴィッド・マクドゥガル中佐が艦長を務めるスクリュー戦闘スループ・ワイオミングが1863年の戦闘（下関事件）に加わった。1864年当時は、南軍の私掠船から合衆国艦船を守るためシセロ・プライス（Cicero Price）代将がアジアに派遣されており、帆走戦闘スループ・ジェームスタウン（USS Jamestown）に将旗を掲げていた。しかしながら、ジェームスタウンは帆走であるため、他国の蒸気軍艦と行動を供にすることができず、このため、横浜でスクリュー商船タ・キアン（Ta-Kiang）をチャーターし、30ポンドパロット砲を搭載し、一時的に東インド艦隊に編入した。タ・キアンは4カ国連合艦隊17隻の1隻として参加し、陸兵を上陸させている。また戦闘中に砲弾18発を発射した（四国艦隊下関砲撃事件）。
なお、この戦闘の賠償金として、米国は78万5000ドル87セントを得たが、これは不当なものであるとして1883年2月23日にチェスター・A・アーサー米国大統領が日本への賠償金返還を決定した。

## 主な所属艦艇
- ピーコック（USS Peacock）、帆走戦闘スループ、509英トン
  - 1835年艦隊設立時の2隻の内の1隻。

- エンタープライズ、帆走スクーナー、194英トン
  - 1835年艦隊設立時の2隻の内の1隻。

- コンステレーション（USS Constellation）、帆走フリゲート、1265トン
  - 1797年就役のベテラン。アヘン戦争勃発に伴い、米国人保護のため中国に派遣された。

- ボストン（USS Boston）、帆走戦闘スループ、700トン
  - アヘン戦争時、コンステレーションと共に、中国に派遣された。

- コロンバス、戦列艦、2480英トン
  - ビドルに率いられ、1846年7月20日浦賀に来航。

- ヴィンセンス、帆走戦闘スループ、700英トン
  - コロンバスと共に、浦賀に来航。

- ドルフィン（USS Dolphin ）、帆走ブリッグ、224英トン
  - 1848年5月に東インド艦隊に所属し、1850年7月までアジア水域での米国民間人の保護にあたった。

- サラトガ（USS Saratoga）、 帆走戦闘スループ、882英トン
  - 1850年9月から東インド艦隊に所属。ペリーの2度の日本訪問の何れにも参加した。日米和親条約締結後、条約の写をホノルルに運び、その後ホーン岬を経由して1854年10月にボストンに戻った。

- サスケハナ、蒸気外輪フリゲート、2450英トン
  - 1851年6月東インド艦隊の旗艦となり、ペリーの日本訪問時にも旗艦を務めた。

- ミシシッピ、蒸気外輪船フリゲート、3220英トン
  - ペリーの乗艦として1853年5月に上海に到着し、ここでミシシッピは旗艦任務をサスケハナに譲った。ペリーの日本訪問には2度とも参加。

- ポーハタン、蒸気外輪フリゲート、3765英トン
  - 1853年6月15日に所属艦となる。サスケハナに代わってペリー艦隊の旗艦となり、第二回目の日本訪問に参加。1859年の第二次大沽砲台の戦いジョサイア・タットノール代将の指揮下で、海河河口から大沽砲台を攻撃した。1860年、日本の第一回めの外交使節団を、サンフランシスコ経由でパナマまで送り届けた。

- マケドニアン（USS Macedonian）、帆走フリゲート、1341英トン
  - ペリーの第二回日本訪問艦隊の1隻。その後3年間東インド艦隊に留まった。

- サン・ジャシント（USS San Jacinto）、蒸気スクリューフリゲート、1567英トン
  - 初代駐日アメリカ領事タウンゼント・ハリスを日本に運んだ。ハリスは1856年3月、ペナンで乗船。しかし、エンジンの不調により香港での修理を余儀なくされ、日本到着は8月となった。その後上海に向かい、アロー戦争に関与することになる。1858年まで東インド艦隊に留まった。

- ポーツマス（USS Portsmouth ）、帆走戦闘スループ、1022英トン
  - アンドリュー・H・フット代将の旗艦として1856年東インド艦隊に所属。同年8月、アロー号戦争の勃発に遭遇し、珠江沿いの中国の要塞から攻撃を受けた。その報復として乗艦ポーツマスおよび僚艦レバントから部隊を上陸させ、広東の防塞を占領した。

- レバント（USS Levant ）、帆走戦闘スループ、792英トン
  - 1856年5月、ウィリアム・スミス代将の旗艦として、東インド艦隊に所属。同年8月、アロー号戦争の勃発に遭遇し、僚艦ポーツマスと共に部隊を上陸させ、広東の防塞を占領した。

- ジャーマンタウン（USS Germantown）、帆走戦闘スループ、939英トン
  - 1857年12月にジョサイア・タットノール代将が指揮をとる東インド艦隊に配属される。その後2年間、中国および日本水域で活動。南北戦争時には南軍に所属。

- サギノー（USS Saginaw ）1860年、453トン
  - サンフランシスコから太平洋を渡り、1860年5月に上海に到着。主に中国水域で米国市民を守る任務につく。1860年11月には日本を訪れている。1861年にはコーチシナのクイニョン湾で砲台からの砲撃を受けたが、反撃し無力化している。

- ハートフォード（USS Hartford）、蒸気戦闘スループ、2900英トン
  - 1859年東インド艦隊の旗艦になる。南北戦争時には米国に戻るが、1865年再び極東に派遣され初代のアジア艦隊旗艦となる。

- ワイオミング、蒸気スクリュー戦闘スループ、1457英トン
  - 南軍の私掠船から合衆国艦船を守るため派遣された。1863年の第一次下関戦争（下関事件）に参加。

- ジェームスタウン（USS Jamestown）、帆走戦闘スループ、1150トン
  - 南軍の私掠船から合衆国艦船を守るため派遣された。

- タ・キアン、スクリュー改装軍艦、510トン
  - 元は商船であるが、武装を施し一時的に東インド艦隊に編入した。1864年の第二次下関戦争（四国艦隊下関砲撃事件）に参加。その後幕府に売却され太江丸となる。箱館戦争では、土方歳三ら新選組兵士を輸送した。

## 歴代司令官
歴代東インド艦隊司令官は以下の通りである。司令官の階級は代将であるが、1862年までアメリカ海軍には「提督」が存在せず、大佐が一時的に艦隊の指揮をとるための臨時職であった。最初の少将司令官は、ヘンリー・ベルで、任期中に東インド艦隊からアジア艦隊に名称変更が行われた。
- 初代：エドマンド・ケネディ、1835年3月22日-1837年10月10日
  - 1835年、米国は最初の外交使節団を中国（清）に送ったが、その際2隻の軍艦を護衛につけ、その指揮官であるケネディ代将が初代の東インド艦隊司令官となった。

- 第2代：ジョージ・リード、1837年12月14日-1840年6月13日
  - 主にインドで海賊の掃討に従事した。

- 第3代：ローレンス・カーニー、1841年2月4日-1843年2月27日
  - アヘン戦争勃発に際し、米国人の保護のために中国に派遣された。望厦条約のお膳立てを行う。

- 第4代：フォックスホール・パーカー、1843年2月27日-1845年4月21日

- 第5代：ジェームズ・ビッドル、1845年4月21日-1848年3月6日
  - 1846年にペリーに先行して帆船2隻を持って浦賀に来航し、日本に通商の要求をしたが浦賀奉行に拒絶された。米墨戦争の勃発に伴い、東インド艦隊を率いてカリフォルニアに向かった。

- 第6代：ウィリアム・シュブリック、1848年3月6日-1848年5月13日
  - ビドルの艦隊を引き継いだが、米墨戦争中のためアジアに行くことはなく、太平洋艦隊（Pacific Squasron）を率いた。

- 第7代：デビッド・ガイシンガー、1848年5月13日-1850年2月1日

- 第8代：フィリップ・ヴォーヒーズ、1850年2月1日、1851年1月30日

- 第9代：ジョン・オーリック：1851年5月31日-1852年11月20日
  - 日本開国の任務を受けたが、病気のためペリーと交代。

- 第10代：マシュー・ペリー：1852年11月20日-1854年9月6日
  - 1853年に日本を訪問。1854年に日米和親条約の締結に成功。

- 第11代：ジョエル・アボット、1854年9月6日-1855年10月15日
  - マケドニアンの艦長としてペリーとともに日本を訪問。ペリーの後を継いで司令官となる。在職中に香港で死亡。

- 第12代：ジェームス・アームストロング、1855年10月15日-1858年1月29日
  - アボット死亡のため、司令官に就任。アロー号戦争に参加。

- 第13代：ジョサイア・タットノール、1858年1月29日-1859年11月20日
  - アームストロングの後を受け、東インド艦隊司令官となる。アロー号戦争の際、大沽砲台の攻撃を指揮。1860年、帰国に際して、日本の外交使節団をパナマまで送り届けた。

- 第14代：コーネリアス・ストリブリング、1859年11月20日-1861年7月23日
  - 蒸気戦闘スループ・ハートフォード（USS Hartford）を旗艦とした。

- 第15代：フレデリック・エングル、1861年7月23日-1862年9月23日
  - 南北戦争の勃発に伴い、ハートフォードを率いて米国に戻った。

- 第16代：シセロ・プライス（Cicero Price）、1862年9月23日-1865年8月11日
  - 南北戦争のため、アジア地域の艦船は極めて限られていた。旗艦ジェームスタウン（USS Jamestown）は帆走スループであったため、1864年9月の四国連合艦隊の下関砲撃には、スクリュー推進の商船タ・キアン（USS Ta-Kiang）に武装を施して派遣した。

- 第17代：ヘンリー・ベル、1865年8月11日-1868年1月11日
  - 最初の少将司令官。任期中に東インド艦隊はアジア艦隊に名称変更されたため、初代のアジア艦隊司令官である。在職中に荒天のため大阪湾天保山沖で水難死。